# Valle Grana
La Valle Grana (Val Gran-a in piemontese) è una valle del Piemonte, i cui comuni afferiscono alla provincia di Cuneo e alla Unione Montana Valle Grana.

## Geografia
La valle è situata tra la valle Maira a nord e la valle Stura di Demonte a sud, non arriva al confine con la Francia. Si snoda per circa ventiquattro chilometri partendo da Caraglio, per arrivare fino al Colle Fauniera (2.481  m).

## Arte e cultura
Sono presenti sul territorio della valle Grana alcune testimonianze artistiche di pregio e di valore assoluto. Il santuario di San Magno, che si trova a 1761 metri di quota nella località dove sarebbe stato martirizzato il santo titolare, ospita nella sua cappella più vecchia due cicli di affreschi davvero importanti: più antichi quelli di Pietro da Saluzzo (fine del XIV secolo) e appena più recenti quelli del Bottoneri realizzati nel '500.
Le cappelle di San Sebastiano a Monterosso, di San Bernardo e San Mauro a Valgrana e la chiesa di San Giovanni a Caraglio sono affrescate in parte dallo stesso Pietro da Saluzzo.
Merita una citazione la chiesa di Santa Maria della Valle, edificata attorno al 1018 e che ospita al suo interno affreschi tardo gotici riemersi e restaurati a cavallo tra gli anni novanta e duemila. Questa chiesa è fedele testimone del legame che da sempre caratterizza le valli occitane con la restante parte dell'Occitania.
A Bernezzo, ai limiti sud-orientali della vallata, sono da segnalare gli affreschi nella chiesa parrocchiale realizzati da Hans Clemer, pittore belga autore del capolavoro artistico ospitato nella parrocchiale di Elva.

## Economia e produzioni tipiche

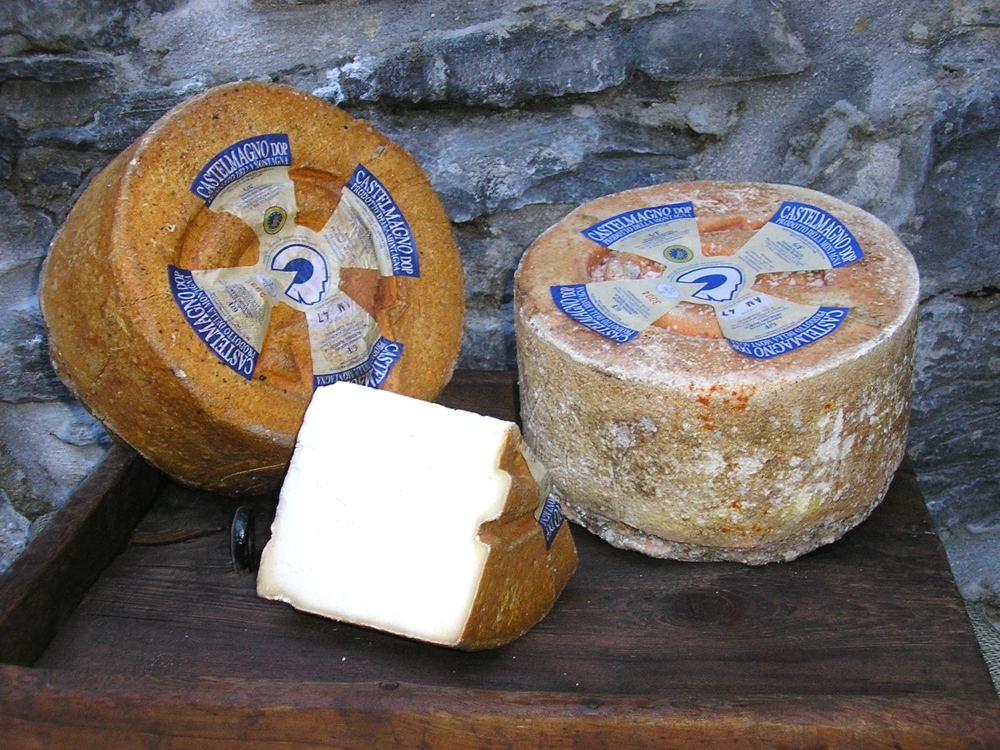
Forme di Castelmagno

La valle Grana è la patria del famoso e rinomato formaggio Castelmagno, celebre ormai in tutto il mondo. Il formaggio, una delle DOP casearie del Piemonte, viene prodotto nei tre comuni più alti della Valle: Monterosso Grana, Pradleves e Castelmagno. Prodotto di tradizione millenaria, ha mantenuto anche nelle tecniche di produzione moderne gli aspetti che lo rendono diverso da tutte le altre produzioni. Particolarmente pregiato quello prodotto negli alpeggi sopra i mille metri di quota nella stagione estiva.
Particolarmente vocata alle produzioni agricole di pregio la media e bassa valle ha orientato in gran parte la sua attività verso le produzioni biologiche, proponendosi così come una realtà di avanguardia nel settore, pur scontrandosi con la frammentazione fondiaria. Tra i prodotti della zona l'Aglio di Caraglio è stato riconosciuto come P.A.T..

## Monti

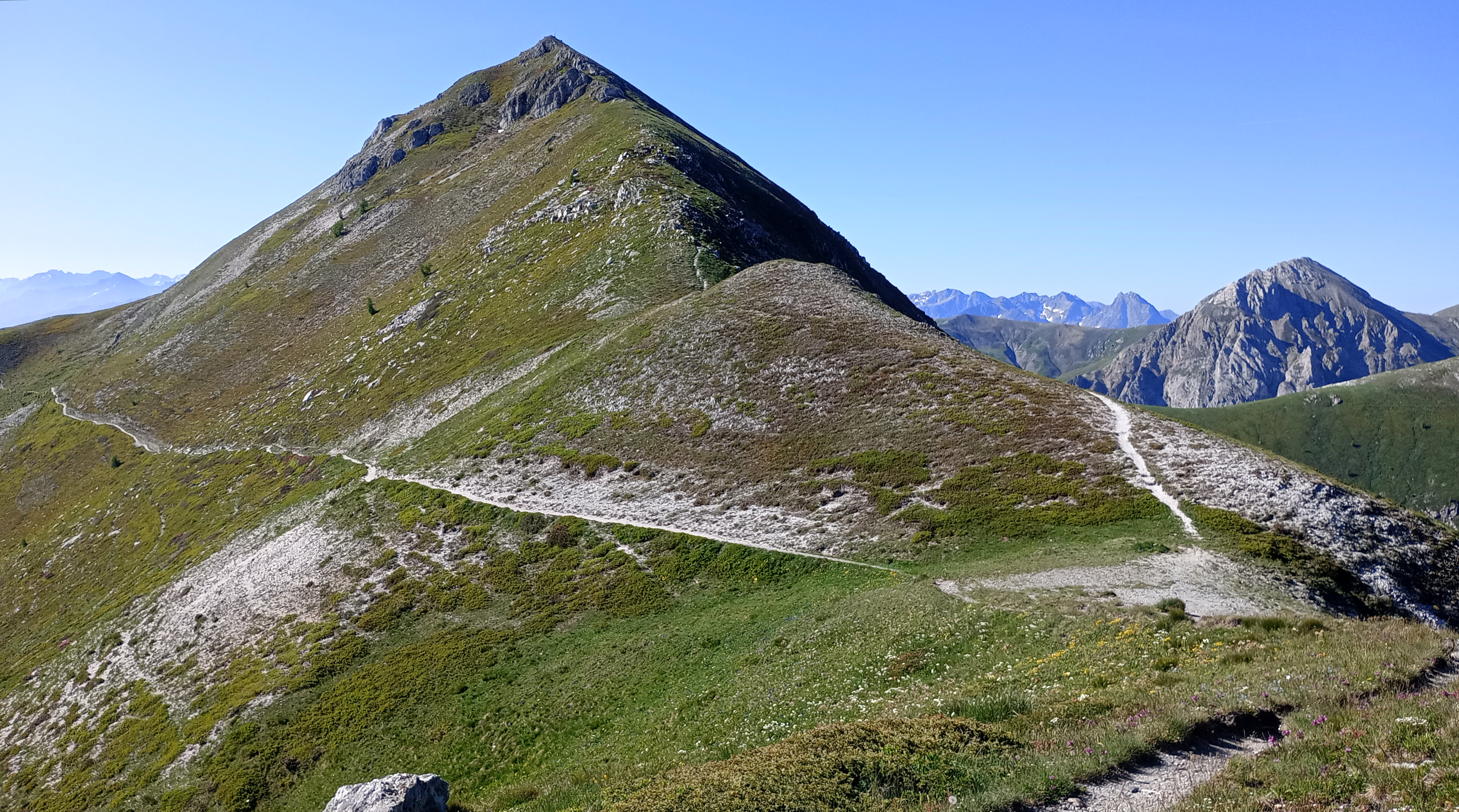
La punta Parvo

- Monte Tibert (2647 m)
- Rocce Ciarmetta (2553 m)
- Punta Parvo (2523 m)
- Monte Viridio (2498 m)
- Monte Bram (2357 m)
- Punta dell'Omo (2299 m)
- Monte Borel (2287 m)
- Monte Ribé (1576 m)
- Monte Lombernardo (1467 m)
- Croce Praboccone (1422 m)
- Monte Tamone (1393 m)

## Centri abitati
Salendo la valle si incontrano i seguenti comuni:
- Caraglio - si trova in pianura allo sbocco della valle,
- Valgrana,
- Monterosso Grana,
- Pradleves,
- Castelmagno - è il comune più elevato della valle,
- Montemale - sulla sinistra idrografica della vallata, al confine con la vicina Val Maira.

## Luoghi di interesse
- Santuario di San Magno

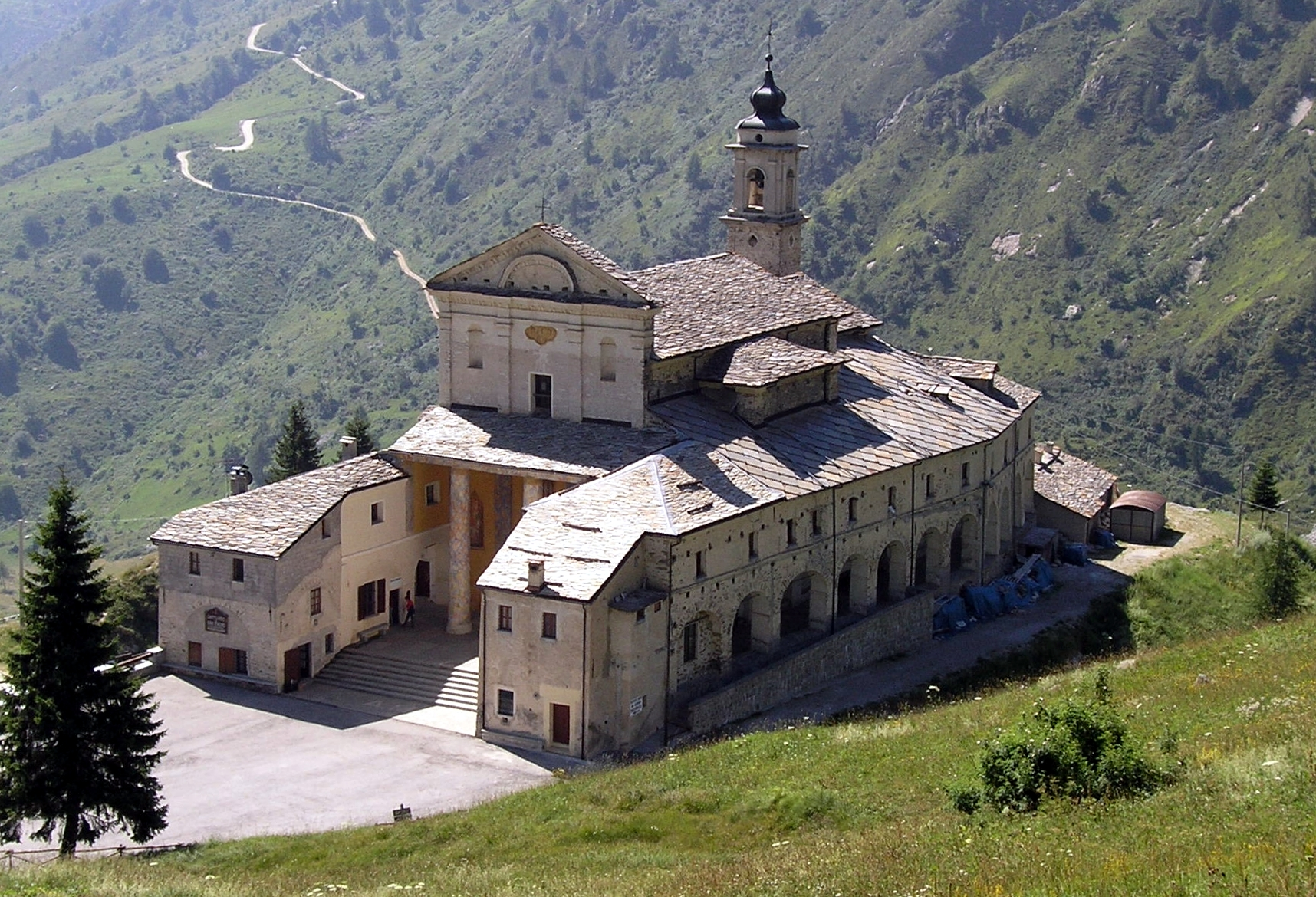
Il Santuario di San Magno

- Castello dei Conti di Monterosso, situato nell'omonimo centro abitato, risalente nella sua configurazione attuale al primo quarto del XVII secolo.[8]

## Tutela naturalistica
Il territorio della Val Grana comprende tre aree tutelate come S.I.C. / Z.S.C. nell'ambito della direttiva europea Natura 2000:
- ZSC Stazione di muschi calcarizzanti - Comba Seviana e Comba Barmarossa  (codice IT1160016),
- ZSC Stazione di Linum narbonense (codice IT1160017),
- SIC Comba di Castelmagn (codice IT1160065).

La gestione di queste aree è affidata all'ente di gestione del Parco naturale delle Alpi Marittime.

## Sport e escursionismo
In Valgrana è stato realizzato attorno all'anno 2000, per iniziativa di vari soci del CAI, un itinerario di trekking di lunga durata che si sviluppa in sei tappe contornando la vallata con un itinerario a ferro di cavallo che collega Vignolo con Caraglio. Su tale precorso escursionistico si sviluppa anche il CAUT (Curnis AUta Trail), una gara di skyrunning con due possibili tracciati, una da 80 km di sviluppo con 4500 metri di dislivello positivo, l'altro da 35 km di sviluppo e 1700 metri di dislivello positivo.